# Tuktoyaktuk
Tuktoyaktuk es una aldea canadiense situada en el territorio de Territorios del Noroeste.

## Superficie
Tuktoyaktuk tiene una superficie de 12,66 km².

## Demografía
En 2021, tenía 937 habitantes, una densidad poblacional de 74 hab./km², y 334 viviendas.